# Aversa
Aversa er en by i provinsen Caserta, der indgår i regionen Campania i Italien. Indbyggertallet er 52.365. Byen ligger ca. 15 km nord for Napoli og fungerer i praksis som en forstad til denne, blandt andet huser den to fakulteter (Ingeniør- og arkitektur) af Seconda università degli studi di Napoli ("Napolis 2. universitet"). Egnen omkring Aversa er kendt for sin produktion af mozzarella-ost, lavet af bøffelmælk.

## Historie
Byen Aversa opstod i den tidlige middelalder, efter at den nærliggende by Atella var blevet ødelagt under krigen mellem goterne og det Østromerske rige i det 6. århundrede.
Byen har en vigtig plads i historien om den normanniske erobring af Syditalien, fordi det var her, normannerne for første gang fik land i området. Det skete, da Rainulf Drengot i 1030 blev greve af Aversa som tak for at have kæmpet sammen med hertug Sergius 4. af Napoli. Rainulf udbyggede byens fæstningsanlæg og stedet blev det vigtigste støttepunkt for normannernes videre ekspansion i Middelhavsområdet. Atella havde været bispesæde under den østromerske (græske) kirke, men i normannisk tid fik Robert Guiscard pavens tilladelse til, at Aversa fik en romersk-katolsk biskop. En af de første biskopper var den normanniske benediktiner-munk Guitmund, der var biskop fra 1088 til sin død mellem 1090 og 1095.
Den mest betydningsfulde greve af Aversa var Richard 1. Da pavedømmet følte sig truet af normannerne og gik i krig mod dem, var han med til at slå pavestatens tropper og tilfangetage pave Leo 9. i 1053. Normannerne var troende kristne og behandlede Leo 9. respektfuldt, og resultatet blev en alliance mellem pavedømmet og normannerne.
Da det normanniske herredømme sluttede i det 12. århundrede, var det også slut med Aversas betydning. De nye konger i Neapel kom kun til Aversa for at gå på jagt, og imens blev hoffet installeret i byens citadel. Der er stadig rester af citadellet i Via Roma. Dronning Joan 1. af Napoli holdt dog hof i byen i længere perioder, og det var her hendes mand Andrew (Endre) blev myrdet af napolitanske adelsmænd, der ikke ønskede en konge af ungarsk afstamning.
Hoffets tilstedeværelse var også baggrunden for stiftelsen af Real Casa dell'Annunziata (ca. 1315), et børnehjem og hospice, der fik en central plads i byens liv.

## Befolkningsudvikling
Indbyggertallet i Aversa er især vokset efter 2. verdenskrig.

## Seværdigheder
Aversa er det næstvigtigse bispesæde i Campanien, og omtales også som "byen med de hundrede kirker".
- Den romanske katedral i Aversa, indviet til apostelen Paulus, har en spektakulær korgang (ambulatorium) og et majestætisk ottekantet kuppel. Blandt kirkens malerier er Francesco Solimena's Madonna fra Gonfalone og Angiolillo Arcuccio's Sankt Sebastians martyrium. Den før-romanske skulptur af Skt. Georg og dragen er en af de meget få fritstående skulpturer fra denne periode. I skatkammeret findes en enestående samling liturgisk sølvtøj i barokstil.
- Barokkirken San Francesco delle Monache.
- Ospedale Psichiatrico Santa Maria Maddalena, grundlagt af Joachim Murat i 1813 som det ældste psykiatriske hospital i Italien. Hospitalet har en trist historie med mange anklager om overgreb.
- Børnehjemmet og hospicet Real Casa dell'Annunziata.
- Benediktinerklostret San Lorenzo, stiftet i det 10. århundrede, med klosterbygninger i renæssancestil.
- Kirken Santa Maria a Piazza, grundlagt i det 10. århundrede, har freskoer inspireret af Giotto di Bondone.
- I andre af byens kirker kan man finde billeder af Guido da Siena, Polidoro da Caravaggio, Marco Pino da Siena, Pietro da Cortona, Pietro Negroni "il Giovane Zingaro", Giuseppe Ribera, Cornelius Smeet, Abram Vink, Teodoro d'Errico, Francesco de Mura, Massimo Stanzione og Paolo de Majo.
- Den historiske jernbanestation Stazione Ferrovia Napoli Piedimonte D'Alife bygget i 1913 til en for længst nedlagt jernbane.
- Den aragonesiske borg, som nu huser en skole for fængselsbetjente.

## Transport
Aversa er en af de vigtigste stationer på Rom-Napoli linjen, der løber via byen Formia. Det meste af togtrafikken udføres af Trenitalia, dog er der enkelte under MetroCampania NordEst (det tidligere Ferrovia Alifana).
Den nærmest lufthavn er Napoli-Capodichino, 10 km væk.
Aversa er forbundet med Autostrada A1 via provinsvejen SP 335-VI (tidligere statsvej SS 265) og SS 7 bis. Offentlig bustransport varetages af CTP (Compagnia Trasporti Pubblici Napoli).

## Kendte bysbørn
- Vincenzo Caianiello, jurist, justitsminister 1996
- Domenico Cimarosa, operakomponist
- Carmelina Fedele, i 1955 mor til verdens største barn (10,2 kg)
- Niccolò Jommelli, klassisk komponist
- Antonio Ruberti, minister 1987-1992, EU kommissær 1993-1995.

## Eksterne links
- Mapquest – Aversa
- Catholic Encyclopedia: "Diocese of Aversa"